# Colletes marleyi
Colletes marleyi är en biart som beskrevs av Cockerell 1919. Colletes marleyi ingår i släktet sidenbin, och familjen korttungebin. Inga underarter finns listade i Catalogue of Life.